# Candice Accola
Candice Rene King (született Candice Accola) (Houston, Texas, 1987. május 13. –) amerikai színésznő és énekesnő, legismertebb szerepe Caroline Forbes a Vámpírnaplók című sorozatból.

## Élete és pályafutása
Accola Edgewoodban nőtt fel. Apja, Kevin, szívsebész, anyja, Carolyn válása előtt környezetvédelmi mérnök volt, majd háztartásbeli lett. Mindkét szülője a Republikánus Párt aktív tagja. Egy öccse van.
Tizenéves korában fedezte fel egy tehetségkutató ügynök San Franciscóban. Középiskolás éveinek közepén Los Angelesbe költözött, hogy a Highland Előkészítő Iskolába járhasson. Hat hónappal később kiadott egy CD-t It’s Always the Innocent Ones címmel. A középiskolát levelező tanulóként fejezte be 2005-ben. Első filmes szerepe a Pirate Campben volt, 2007-ben. Accola vendégszerepelt számtalan népszerű televíziós sorozatban: Így jártam anyátokkal, Odaát, Greek. Emellett filmekben is játszott, mint például: On the Doll, Juno, Deadgirl és a X's & O's.
Háttérénekes volt a Hannah Montánában, a Miley Cyrus: Best of Both Worlds Concert és a Hannah Montana – A filmben. Emellett a Vámpírnaplók című televíziós sorozatban Caroline Forbes szerepét játszotta.

## Jótékonyság
Accola a Vámpírnaplók másik csillagával Ian Somerhalderrel együtt támogatja azt a projektet, amely igyekszik megakadályozni az öngyilkosságot az LMBT fiatalok körében. Emellett egy másik, a Trevor Projectben is jelentős szerepet vállal.

## Filmográfia
| Év        | Cím                             | Eredeti cím                      | Szerep                          | Megjegyzés                             |
| --------- | ------------------------------- | -------------------------------- | ------------------------------- | -------------------------------------- |
| 2007      |                                 | Pirate Camp                      | Annalisa/Tom                    |                                        |
| 2007      | Így jártam anyátokkal           | How I Met Your Mother            | Amy                             | Epizód: "Valami kölcsönvett"           |
| 2007      | Juno                            | Juno                             | Amanda                          |                                        |
| 2007      |                                 | On the Doll                      | Melody                          |                                        |
| 2007      |                                 | X's & O's                        | Gwen's Friend                   |                                        |
| 2008      |                                 | Deadgirl                         | JoAnn                           |                                        |
| 2009      | Odaát                           | Supernatural                     | Amanda Heckerling               | Epizód: "After School Special"         |
| 2009      |                                 | Greek                            | Alice                           | Epizód: "Isn't It Bro-mantic?"         |
| 2009      | Hannah Montana – A film         | Hannah Montana: The Movie        | önmaga                          | háttérénekes                           |
| 2009      |                                 | Kingshighway                     | Sophia                          |                                        |
| 2009      |                                 | The Truth About Angels           | Caitlin Stone                   |                                        |
| 2009–2017 | Vámpírnaplók                    | The Vampire Diaries              | Caroline Forbes                 | állandó szereplő                       |
| 2010      |                                 | Drop Dead Diva                   | Jessica                         | Epizód: "Begin Again"                  |
| 2011      |                                 | The Truth About Angels           | Caitlin Stone                   |                                        |
| 2012      |                                 | Dating Rules from My Future Self | Chloe Cunningham / Future Chloe | állandó szereplő (2. évad)             |
| 2018      |                                 | Splitting the Bill               |                                 | rövid videó                            |
| 2018      | The Originals – A sötétség kora | The Originals                    | Caroline Forbes                 | visszatérő szereplő (5. évad)          |
| 2019      | Orville                         | The Orville                      | Solana Kitan                    | Epizód: "Otthon"                       |
| 2020      | Miután                          | After We Collided                | Kimberly                        |                                        |
| 2021      | Legacies – A sötétség öröksége  | Legacies                         | Caroline Forbes                 | Epizód: "Salvatore: A Musical!" (hang) |
| 2021      | Christmas in Tune               |                                  |                                 |                                        |